# Gustave Sap
Gustave (ou Gustaf-Gustaaf) Sap (Kortemark, 21 janvier 1886 - Bruxelles, 19 mars 1940) est un économiste, banquier, professeur d'université et homme politique belge membre du Parti catholique. Il a été plusieurs fois ministre pendant l'entre-deux-guerres.

## Biographie
Gustaf Karel Sap, né à Kortemark le 21 janvier 1886, est le fils de Camille Sap, receveur communal, et de Leonia Hemeryck. En 1920, il épouse Antoinette Gylsen, fille d'un riche armateur anversois qui lui donne six enfants. Une de ses filles, Cécile Sap, épouse André Vlerick, ministre des Finances, et une autre, Godelieve Sap, épouse Albert De Smaele, éditeur et rédacteur en chef du journal catholique De Standaard.
En 1905, Gustave Sap finit ses études secondaires à l'École normale catholique de Torhout, en Flandre occidentale. Il obtient en 1911 un diplôme universitaire de licencié en sciences commerciales et consulaires et en 1912 de docteur en sciences politiques et sociales à l'Université catholique de Louvain (UCL). En 1913, Il est professeur à l'École de commerce de l'Université catholique de Louvain et après la Première Guerre mondiale à la Faculté de droit en 1920.
Pendant la Première Guerre mondiale, il se réfugie en France pour échapper à l'occupation allemande de la Belgique. De 1915 à 1918, il devient secrétaire particulier du ministre des Travaux publics et de l'Agriculture Joris Helleputte au Havre. Au cours de cette période, il entretient des liens avec le Frontisme, mouvement de défense des intérêts flamands dans l'armée belge.
Après la Première Guerre mondiale, il s'implique comme administrateur (ou vice-président) dans plusieurs banques flamandes. Il a également des liens avec le Boerenbond, syndicat agricole, et le mouvement flamand. Il s'inscrit au Parti catholique de par ses liens avec la ruralité, la finance et la défense des intérêts flamands. De novembre 1921 à mars 1940, il est membre de la Chambre des représentants de l'arrondissement Roulers-Tielt.
En 1927, grâce à la fortune de son beau-père, il rachète le journal catholique De Standaard qui allait dès lors favoriser sa carrière et répandre ses conceptions politiques.
Il est de mai à décembre 1932 ministre des Travaux publics dans le gouvernement Renkin. Par la suite, il est de décembre 1932 à juin 1934 ministre des Travaux publics, de l'Agriculture et des Classes moyennes et de juin à novembre 1934 ministre des Finances dans le gouvernement de Broqueville III. Comme ministre des Finances, il est contre la dévaluation du franc belge et pour d'une politique déflationniste.
En mars 1937, à la suite d'un discours très critique sur la gestion de la Banque nationale de Belgique, il provoque la chute du gouvernement Van Zeeland II. Face aux menaces émanant du Troisième Reich en Allemagne, il était un farouche partisan de la politique de neutralité intégrale et rejette tout accord militaire avec la Franceselon le slogan « Los van Frankrijk » (« aucun lien avec la France ») .
À partir d'avril 1939, il est également ministre des Affaires économiques et des Classes moyennes dans les gouvernements Pierlot II et Pierlot III jusqu'à son décès le 19 mars 1940 dû à une angine de poitrine. 
Il reçoit des funérailles à l'église paroissiale de Beernem et est inhumé au cimetière de Beernem.

## Distinctions
Les distinctions suivantes lui ont notamment été attribuées :
- Grand officier de l'ordre de Léopold (Belgique).
- Chevalier grand-croix de l'ordre du Lion d'or de la maison de Nassau (Pays-Bas).
- Grand-croix de l'ordre de la Croix de l'Aigle (Estonie).

## Publications
- Le régime légal des bourses en Allemagne, Louvain, 1912.